# Sagramoso Gonzaga
Sagramoso Gonzaga (Mantova, 1350 circa – dopo il 1428) è stato un vescovo italiano.

## Biografia
Era figlio di Francesco Gonzaga, a suo volta figlio di Guido, 2º capitano del popolo di Mantova.
Fu avviato alla carriera ecclesiastica da Ludovico II Gonzaga, che ottenne per il giovanissimo nipote da Papa Urbano V la dispensa per fare di lui il canonico di Mantova. Nel 1376 fu inviato alla Università di Bologna per studiare diritto canonico.
Nel 1385 alla morte del vescovo Guido de Beziis d'Arezzo Francesco I Gonzaga si adoperò per fare ottenere al cugino Sagramoso il titolo vacante. Nel 1388 il prelato venne accusato di omicidio di un camerlengo di Francesco, ricevendo la scomunica papale. Il papa incaricò il cardinale di Bologna di seguire il caso, segnalando un successore di Sagramoso. Nel 1390 l'accusa di omicidio venne imputata ad Antonio della Torre e a Diomede Gonzaga, fratello del vescovo Sagramoso. Nonostante l'innocenza del vescovo, papa Bonifacio IX comunicò la condanna di Sagramoso per "suoi demeriti" e la conseguente deposizione a favore del vescovo Antonio degli Uberti.
Nel 1417 Sagramoso risiedette nel convento di San Francesco a Mantova. Nel 1428 venne accusato e scagionato per appropriazione indebita di 1 000 ducati, dopo essere stato imprigionato per alcuni giorni a Canneto sull'Oglio.
Morì dopo il 1428.

## Ascendenza
|                            |                         |                           | Genitori                              |  |  | Nonni |  |  | Bisnonni        |  |  | Trisnonni     |  |
|                            |                         |                           |                                       |  |  |       |  |  | Luigi I Gonzaga |  |  | Guido Corradi |  |
|                            |                         |                           |                                       |  |  |       |  |  | Luigi I Gonzaga |  |  | Guido Corradi |  |
|                            |                         | Estrambina di San Martino |                                       |  |  |       |  |  | Luigi I Gonzaga |  |  |               |  |
| Guido Gonzaga              |                         |                           |                                       |  |  |       |  |  | Luigi I Gonzaga |  |  |               |  |
|                            |                         | Richilda Ramberti         | Ramberto Ramberti                     |  |  |       |  |  |                 |  |  |               |  |
|                            |                         | Richilda Ramberti         | Ramberto Ramberti                     |  |  |       |  |  |                 |  |  |               |  |
|                            |                         | Richilda Ramberti         | Margherita di Almerico dei Levallongo |  |  |       |  |  |                 |  |  |               |  |
| Francesco Gonzaga di Guido |                         | Richilda Ramberti         |                                       |  |  |       |  |  |                 |  |  |               |  |
|                            |                         | Edoardo I di Bar          | Enrico III di Bar                     |  |  |       |  |  |                 |  |  |               |  |
|                            |                         | Edoardo I di Bar          | Enrico III di Bar                     |  |  |       |  |  |                 |  |  |               |  |
|                            |                         | Edoardo I di Bar          | Eleonora d'Inghilterra                |  |  |       |  |  |                 |  |  |               |  |
| Beatrice di Bar            |                         | Edoardo I di Bar          |                                       |  |  |       |  |  |                 |  |  |               |  |
|                            |                         | Maria di Borgogna         | Roberto II di Borgogna                |  |  |       |  |  |                 |  |  |               |  |
|                            |                         | Maria di Borgogna         | Roberto II di Borgogna                |  |  |       |  |  |                 |  |  |               |  |
|                            |                         | Maria di Borgogna         | Agnese di Francia                     |  |  |       |  |  |                 |  |  |               |  |
| Sagramoso Gonzaga          |                         | Maria di Borgogna         |                                       |  |  |       |  |  |                 |  |  |               |  |
|                            | Bernardino I da Polenta | Ostasio I da Polenta      |                                       |  |  |       |  |  |                 |  |  |               |  |
|                            | Bernardino I da Polenta | Ostasio I da Polenta      |                                       |  |  |       |  |  |                 |  |  |               |  |
|                            | Bernardino I da Polenta | …                         |                                       |  |  |       |  |  |                 |  |  |               |  |
| Guido III da Polenta       | Bernardino I da Polenta |                           |                                       |  |  |       |  |  |                 |  |  |               |  |
|                            |                         | Maddalena Balbi           | …                                     |  |  |       |  |  |                 |  |  |               |  |
|                            |                         | Maddalena Balbi           | …                                     |  |  |       |  |  |                 |  |  |               |  |
|                            |                         | Maddalena Balbi           | …                                     |  |  |       |  |  |                 |  |  |               |  |
| Eletta (Lete) da Polenta   |                         | Maddalena Balbi           |                                       |  |  |       |  |  |                 |  |  |               |  |
|                            |                         | Obizzo III d'Este         | Aldobrandino II d'Este                |  |  |       |  |  |                 |  |  |               |  |
|                            |                         | Obizzo III d'Este         | Aldobrandino II d'Este                |  |  |       |  |  |                 |  |  |               |  |
|                            |                         | Obizzo III d'Este         | Alda Rangoni                          |  |  |       |  |  |                 |  |  |               |  |
| Elisa d'Este               |                         | Obizzo III d'Este         |                                       |  |  |       |  |  |                 |  |  |               |  |
|                            |                         | Lippa Ariosti             | Iacopo Ariosti                        |  |  |       |  |  |                 |  |  |               |  |
|                            |                         | Lippa Ariosti             | Iacopo Ariosti                        |  |  |       |  |  |                 |  |  |               |  |
|                            |                         | Lippa Ariosti             | …                                     |  |  |       |  |  |                 |  |  |               |  |
|                            |                         | Lippa Ariosti             |                                       |  |  |       |  |  |                 |  |  |               |  |

## Stemma
| Immagine | Blasonatura |
| -------- | --- |
| \| \|    | Vescovo Stemma della famiglia Gonzaga. Lo scudo, accollato a una croce astile d'oro, posta in palo, è timbrato da un cappello con cordoni e nappe di verde. Le nappe, in numero di dodici, sono disposte sei per parte, in cinque ordini di 1, 2, 3 |
|          | |